# Nykyta Budka
Nikita Budka (ukr. Никита Будка, ur. 7 czerwca 1877 w Dobromirce, zm. 1 października 1949 w Karagandzie) – biskup greckokatolicki, błogosławiony Kościoła katolickiego.

## Życiorys
Święcenia kapłańskie przyjął w 1905. Od 1912 do 1927 biskup greckokatolicki dla wiernych z terenu Kanady, od 1928 biskup pomocniczy archieparchii greckokatolickiej we Lwowie. 11 kwietnia 1945 aresztowany przez NKWD i skazany na osiem lat łagru, które miał odbywać w Kazachstanie. Według oficjalnej wersji zmarł na zawał serca w obozie koncentracyjnym w Karagandzie.
Beatyfikowany przez papieża Jana Pawła II 27 czerwca 2001 na hipodromie we Lwowie podczas Liturgii, połączonej z beatyfikacjami 27 nowomęczenników greckokatolickich, odprawionej w obrządku bizantyjsko-ukraińskim, podczas pielgrzymki Jana Pawła II na Ukrainę.